# Делл, Тони
Энтони Росс Делл (англ. Anthony Ross Dell; род. 6 августа 1945, Нью-Милтон, Гэмпшир, Англия) — австралийский крикетист.

## Биография

### Ранние годы
Родился 6 августа 1945 года в городе Нью-Милтон, Гэмпшир, Англия, Великобритания.
Большая часть его детства прошла в Уэльсе, где он посещал среднюю школу Кардиффа. В возрасте 14 лет Делл вместе с семьёй переехал в австралийский штат Квинсленд, где стал посещать среднюю школу Брисбена.
В годы войны во Вьетнаме он проходил военную службу во 2-м батальоне сухопутных войск Австралии.

### Игровая карьера
На профессиональном уровне дебютировал в крикете в 1970 году в команде «Квинсленд», в составе которой играл на протяжении пяти лет.
12 февраля 1971 года Делл провёл свой первый матч в составе сборной Австралии против команды Англии в завершающем матче серии Эшес 1970/71, по итогам которого он стал самым результативным подающим своей команды во втором иннинге. Свой последний матч за национальную команду Делл провёл 29 декабря 1973 года против сборной Новой Зеландии.
В 1975 году Делл завершил профессиональную карьеру в крикете.

### Дальнейшая жизнь
После завершения спортивной карьеры Делл стал сотрудником рекламного агентства в Брисбене, однако, спустя некоторое время компания обанкротилась.
В 2008 году у Делла было выявлено посттравматическое стрессовое расстройство, развившееся ещё в годы прохождения военной службы.